# 賃金基金説
賃金基金説（ちんぎんききんせつ）とは、毎年雇い主が利用可能な基金の定額（資本金）から支払われる賃金で労働者が得る金額の総額は、人口の変化にかかわらず、賃金と資本金との関係で決定される、ということを示そうとする、初期の経済理論から来た用語である。J.R.マカロックの言葉に、
| 「 | 賃金はいかなる特定の瞬間においても、労働者の数と比較した、賃金の支払いに充てられる基金または資本金の大きさに依存する。…労働者はどこにおいても除数であり、資本が被除数である。 | 」 |

とある。
最初にこの関係を述べた経済学者たちは、特定の年間に賃金支払いのために利用可能な資本金の総額は不変量であると仮定した。
そのため彼らは、人口が大きく変化したならば、労働者の賃金も変化するだろうと考えた。もし人口が増加しても、賃金として支払い可能な金額が同じならば、結果はすべての労働者が少なく得るか、または1人の労働者が多く得るならばそれを補うため、他の者が少なく得て、労働者は基本的な生活必需品を備えるに十分なお金を得るために争うことになるだろう。
後の経済学者たちにより、資本金と賃金の関係は初めに考えられたよりも複雑であることが判明した。これは特定の年間の資本金が必ずしも定額ではないからである。賃金基金説のモデルは後のモデルよりも、経済学においては重要ではないとみなされるだろう。

## モデル
{\displaystyle Wage={\frac {Capital}{Population}}}
本質的には、賃金基金説では労働者の賃金は、就労可能な労働者の人口に対する資本金の比率によって決定されると述べている。
このモデルでは、生産に要する費用と、生産の開始から生産物の販売までの間に労働者の生計を維持するのに必要な賃金の支払いに充てられる、一定額の資本金が存在する。資本金は毎年変動するかも知れないが、単に前年の貯蓄を再投資することの結果に過ぎない。「従って賃金基金は、時点によって多寡があるかも知れないが、指定した時点では明確である。」
人口は賃金に影響を与える内生変数である。労働人口が変化するに従って、利用可能な賃金は逆方向に変動する。さらに資本金が固定されているため、「『賃金基金』の全体が損失なしに分配される。そしてそのため、各労働者が受け取る平均額は、賃金基金と労働者数の間に存在する比率によって正確に決定される。」
1人の労働者がより多くを得るならば、それを相殺するため、他の労働者がより少なく得なければならない。

## 起源
この理論の起源は重農主義者の経済表にあり、そこでは地主が土地の貸与の形で農民に資本金を提供している。土地とそこから得られる地代は固定されており、いかなる年でも農作と労働者の食糧に必要な資本金は、前年の生産の利益から直接得られる。人口もまた可変要素であるが、重農主義者によれば、それは賃金の支払いに充てられる資本金の額ではなく、食糧を生産することのできる土地の量によって抑制される。
1800年代前半から1815年にナポレオン戦争が終わるまで、イギリスは「労働者数の増加が、何名かを失業に放り出すか、全体の賃金率を低下させる効果を持った」というほど、ほとんど完全雇用であった。
まだ資本金は前年の貯蓄のみから来ると信じられていて、より多くの労働者を支援するためのどんな追加金額も生産過程に追加できなかった。さらに、上の方程式で使用される資本金は個人の富ではなく、国の蓄積された富の合計という、マクロ経済の概念であった。
もっともミクロ経済のレベルでは、「雇い主は、その月、その週、またはその日を、収穫もしくは販売された生産物における労働の成果を待つために必要とする代わりに、その期間に労働者に支払いをすることには（金銭的な）困難を見出さない」ような、十分な資本金が前年に発生していた。
重農主義者の経済表と異なり、生産の間の従業員の生計を維持するためのお金は前年の貯蓄から来る必要はなかった。しかし賃金が非常に低かったため、労働者はまだ、ほとんど最低生活水準で生きていた。

## 経済学原理
1848年に発行されたジョン・スチュアート・ミルの『経済学原理』は、賃金基金説の決定的な治療法を提供した。賃金率を最低生活水準より上に引き上げるためのミルの解決策は、人口の成長を制御することだった。もしも人口が資本金の成長よりも速く成長するならば、賃金は下落するだろう。もしも賃金が最低生活水準よりも下に下落するならば、人口は病気と飢餓により減少するだろう。
1869年に、「貯蓄に向けられるか、さもなくば消費に費やされるであろう雇い主の収入」を通じて補うことができるものに、資本金が固定される必要はない、という認識のため、ミルは彼の賃金基金説への支持を撤回した。ウォーカーも『賃金問題』の中で、資本金の限界と人口の増加が、学説の構成に「不可欠ではなく、偶然だった。」と述べている。資本金の限界よりも、生産能力の成長の限界が、受け入れられる労働者数の限界を設定した。その上、イギリスの農業は「収穫逓減の状態に達した。」そのため、各々の追加的労働者は自分自身の生存のために彼が必要とするものより多くの生産を提供してはいなかった。1848年まで続いた技術と生産性における改良を考慮しても、学説の隆盛をもたらした本来の理由は例外的で、普遍的法則の基礎であるとは思われなかった。